# Lawrence Parsons
Lawrence Parsons (dvorac u Biorri, Irska, 17. studenoga 1840. – Biorra, okrug Uíbh Fhailí, Irska, 30. kolovoza 1908.) je bio irski astronom i plemić. Bio je sin Williama Parsonsa Rossea, irskog astronoma i plemića. Smrću svog oca, naslijedio je naslov earla, postavši 4. earl of Rossea.
Od 1868. do smrti je bio jednim od izabranih peera irskih plemića u Domu lordova. Između 1892. i 1908. službovao je kao lord lieutenant okruga Uíbh Fhailí (ondašnji Kraljev okrug, King's County). Iste je dužnosti obnašao i njegov otac.
Od 1885. do 1908. bio je 18. rektor sveučilišta u Dublinu. 1. rujna 1870. godine se oženio Frances Cassandrom Hawke, kćerju earla Edwarda Harveya-Hawkea, s kojom je poslije imao troje djece. Nakon što je umro, njegov naslov je prešao na njegovog najstarijeg sina Williama.